# Gymnosphaera sarawakensis
Gymnosphaera sarawakensis là một loài thực vật có mạch trong họ Cyatheaceae. Loài này được (C. Chr.) Copel. mô tả khoa học đầu tiên năm 1947.